# Perlimps
Perlimps là phim hoạt hình của Brasil năm 2022 do Globo Filmes, Buriti Filmes, Gloob và Sony Pictures Releasing International sản xuất và được phân phối bởi Vitrine Filmes. Phim do Alê Abreu làm đạo diễn, với sự tham gia lồng tiếng của các diễn viên gồm Lorenzo Tarantelli, Giulia Benite, Stênio Garcia, Nill Marcondes và Rosa Rosah.

## Lồng tiếng
- Lorenzo Tarantelli vai Claé
- Giulia Benite vai Bruô
- Stênio Garcia vai João-de-Barro
- Nill Marcondes vai the Pai / Soldados
- Rosa Rosah vai Mãe